# トラッド級水雷艇
| トラッド級水雷艇   | トラッド級水雷艇 |
| ------------------ | --- |
| 画像をアップロード | |
| 艦級概観           | |
| 艦種               | 水雷艇 |
| 艦名               | |
| 前級               | |
| 次級               | カンタン級 |
| 性能諸元           | |
| 排水量             | 常備：318トン 満載：470トン                                                                                              |
| 全長               | 68.0m |
| 水線長             | 66.8m |
| 全幅               | 6.4m |
| 吃水               | 2.13m |
| 機関               | ヤーロウ式重油専焼水管缶2基 +パーソンズ式ギヤード・タービン2基2軸推進                                                    |
| 最大出力           | 9,000hp 公試：10,000hp                                                                                                   |
| 最大速力           | 常用：31.0ノット 公試：34.25ノット                                                                                       |
| 航続距離           | 15ノット/1,700海里 |
| 燃料               | 重油：102トン（満載） |
| 乗員               | 70名 |
| 兵装               | アンサルド 7.62cm（40口径）単装速射砲3基 ブレダ 20mm（65口径）単装機銃2基 8mm（80口径）単装機銃4基 45cm連装魚雷発射管2基 |

トラッド級水雷艇（Trad Classe）はタイ王国海軍の水雷艇の艦級である。

## 概要
本級はタイ王国海軍が自国の沿岸防御のためにイタリアのC.R.D.A.社に発注し、モンファルコーネ造船所に1934年度海軍計画において2隻と次いで1935年計画で7隻の計9隻が発注された。

## 外観
本級の船体形状は同時期にイタリア海軍で建造された「スピカ級水雷艇」に近似している。強く傾斜したクリッパー型艦首から艦首甲板の乾舷部のみ高い短船首楼型船体を採用している。全く反り返り（シア）のない艦首甲板上に「7.62cm（40口径）速射砲」を防盾の付いた単装砲架で1基を配置。その背後に測距儀を載せた塔型艦橋を基部として簡素な単脚式の前部マストが立つ。2基のボイラーの煙路を統合したために1本煙突の周囲は艦載艇置き場となっており、2本1組のボート・ダビッドを片舷1組の計2組により運用された。煙突の後部に中央部7.62cm速射砲が1基配置し、中央部甲板上に45cm連装魚雷発射管が直列に2基が配置された。後部魚雷発射管の後方に後部マストを挟んだ後部甲板上に後向きに後部7.62cm速射砲が後向きに1基の順である。

## 主砲、その他備砲
本級の主砲にはアンサルド製「1917年型 7.62cm（40口径）速射砲」を採用した。その性能は重量6.5kgの砲弾を仰角42度で10,000mまで、仰角70度で高度5,740mまで届かせることができた。 砲身の俯仰能力は仰角75度・俯角10度で、旋回角度は360度の旋回角度を持っていたが実際は上部構造物により射界を制限を受けた。装填形式は自由角度装填で、発射速度は毎分15発であった。これを単装砲架で2基が搭載された。
近接火器としてブレダ 20mm（65口径）単装機銃2丁、8mm（80口径）単装機銃4丁を搭載された。
他に対艦攻撃用に45cm連装魚雷発射管2基を搭載できた。

## 同型艦
- トラッド（Trad）：CRDA社モンファルコーネ造船所にて1934年2月に起工、1935年9月29日に進水、1936年3月に就役。1975年11月に除籍後、解体処分。
- ブケット（Puket）：CRDA社モンファルコーネ造船所にて1934年1月に起工、1935年10月26日に進水、1936年3月に就役。1975年11月に除籍後、解体処分。
- パタニ（Patani）：CRDA社モンファルコーネ造船所にて1935年3月に起工、1936年11月28日に進水、1938年10月に就役。1975年11月に除籍後、解体処分。
- スラシッタ（Surasdra）：CRDA社モンファルコーネ造船所にて1935年3月に起工、1936年11月14日に進水、1938年10月に就役。1975年11月に除籍後、解体処分。
- チャンタブリー（Chanrdaburi）：CRDA社モンファルコーネ造船所にて1936年6月に起工、1936年11月26日に進水、1938年10月に就役。1976年12月に除籍後、解体処分。
- ラヨン（Rayong）：CRDA社モンファルコーネ造船所にて1936年6月に起工、1936年12月16日に進水、1938年10月に就役。1976年12月に除籍後、解体処分。
- チュムポーン（Chunphorn）：CRDA社モンファルコーネ造船所にて1936年7月に起工、1937年1月12日に進水、1938年10月に就役。1976年11月に除籍後、1980年以降チュムポーン県サイレー海岸の公園内に博物館船として保存。
- チョンブリ（Chonburi）：CRDA社モンファルコーネ造船所にて1936年8月に起工、1937年1月18日に進水、1938年10月に就役。1941年1月17日にコーチャン島沖海戦にフランス海軍極東艦隊と交戦して撃沈。
- ソンクラ（Songhkla）：CRDA社モンファルコーネ造船所にて1936年8月に起工、1937年2月10日に進水、1938年10月に就役。1941年1月17日にコーチャン島沖海戦にフランス海軍極東艦隊と交戦して撃沈。

## 参考図書
- 「Conway All The World's Fightingships 1922-1946」（Conway）
- 「世界の艦船 増刊第20集 第2次大戦のイタリア軍艦」（海人社）